# 흰뺨따오기
흰뺨따오기(White-faced ibis)는 따오기아과에 속하는 새이다. 이 종은 주로 덤불이나 낮은 나무에 둥지를 틀고 서식하는 습지에서 번식한다.
번식 범위는 미국 서부에서 남쪽으로 멕시코를 거쳐 브라질 남동부와 볼리비아 남동부에서 남쪽으로 아르헨티나 중부, 칠레 중부 해안을 따라 확장된다. 겨울 서식 범위는 캘리포니아주 남부와 루이지애나주에서 남쪽으로 확장되어 나머지 번식 범위를 포함된다.

## 묘사
번식하지 않는 깃털에서 흰뺨따오기는 적갈색따오기와 매우 유사하지만 약간 더 작고 깃털이 다소 따뜻한 색을 띠고 있다. 번식하는 성체는 흰색 깃털로 둘러싸인 분홍색 맨얼굴 (경계 깃털이 없는 푸르스름한 맨얼굴보다는), 회색 부리, 더 밝은 색의 붉은 다리를 가지고 있다. 성체는 일 년 내내 붉은 눈을 가지고 있는 반면, 광택이 나는 따오기는 어두운 눈을 가지고 있다. 두 종의 어린 개체는 거의 동일하다.

## 분포
흰뺨따오기는 캐나다, 미국, 중앙아메리카에서 발견되며, 두 번째 아종은 안데스산맥 동쪽 남아메리카 남부에 서식한다. 2012년에는 총 개체 수가 120만 마리로 추정되었으며, 개체 수가 증가하고 있다. IUCN은 이를 최소관심종으로 평가하고 있다.
북아메리카와 남아메리카 아종 간의 이동과 교환은 발생하지 않다. 북아메리카 내에서는 북부 지역에서 번식하는 새들이 남쪽으로 이동하여 월동 지역으로 이동한다. 예를 들어, 캘리포니아주 북부와 오리건주 남부의 번식자들은 캘리포니아주 남부와 멕시코 또는 중앙아메리카의 월동 지역으로 이동한다. 와이오밍주의 옐로스톤 국립공원에서 번식하는 일부 새들은 텍사스주와 멕시코만 연안 지역과 같은 지역에서 겨울을 나기도 한다.

## 먹이
흰뺨따오기는 곤충, 거머리, 달팽이, 가재, 지렁이와 같은 많은 무척추동물을 포함한 다양한 생물을 먹는다. 물고기, 영원, 개구리와 같은 척추동물도 먹을 수 있다. 먹이는 부리를 이용해 먹이를 탐사하는 방식이다.

## 번식 및 둥지
이 종은 주로 덤불이나 낮은 나무에 둥지를 틀고 서식하는 습지에서 번식한다. 번식 범위는 미국 서부에서 남쪽으로 멕시코를 거쳐 브라질 남동부와 볼리비아 남동부에서 남쪽으로 아르헨티나 중부, 칠레 중부 해안을 따라 확장된다. 겨울 서식 범위는 캘리포니아주 남부와 루이지애나주에서 남쪽으로 확장되어 나머지 번식 범위를 포함한다. 흰뺨따오기는 덤불, 꼬리, 관목, 짧은 나무 등 울창한 식생이 있는 습지의 일부에 둥지를 틀기로 선택한다. 그런 다음 갈대로 둥지를 틀게 된다. 흰뺨따오기는 보통 한 번에 서너 개의 청록색 알을 낳는다.

## 수명
사육 중인 흰뺨따오기는 평균적으로 최대 14년까지 산다. 야생에서 흰뺨따오기는 보통 9년 동안 살지만, 가장 오래된 기록에 따르면 야생 흰뺨따오기는 14년 6개월 동안 살았다.